# Siedliska (gmina Koniusza)
Siedliska – wieś w Polsce położona w województwie małopolskim, w powiecie proszowickim, w gminie Koniusza.
W latach 1975–1998 miejscowość należała administracyjnie do województwa krakowskiego.

Integralne części miejscowości: Gliwki, Korycizna, Siedliska-Kolonia, Spalonka, Stara Wieś.
Wieś od północy graniczy z drogą wojewódzką 776.
Zobacz też: Siedliska, Siedliska Sławęcińskie, Siedliska Żmigrodzkie, Siedliska-Bogusz